# GIFT スペシャル・シングル・コレクション
「GIFT スペシャル・シングル・コレクション」（ギフト スペシャル・シングル・コレクション）は、2011年6月8日から配信が開始された槇原敬之の配信限定ミニアルバム。

## 概要
2011年6月8日より、iTunes Music Storeにて、配信が開始されたシングル・コレクション。J-more在籍時代に発表したシングルのカップリングでアルバム未収録だった3曲と、Buppuレーベルから発表した配信限定シングル2曲を収録。
ジャケット写真を「プレゼント用」として特別使用している。

## 収録曲
1. Remember My Name
2. 林檎の花
3. どんなときも。'07
4. お元気で!
5. もう恋なんてしない '08